# Landtagswahl in Niedersachsen 1963
- SPD: 73
- FDP: 14
- CDU: 62

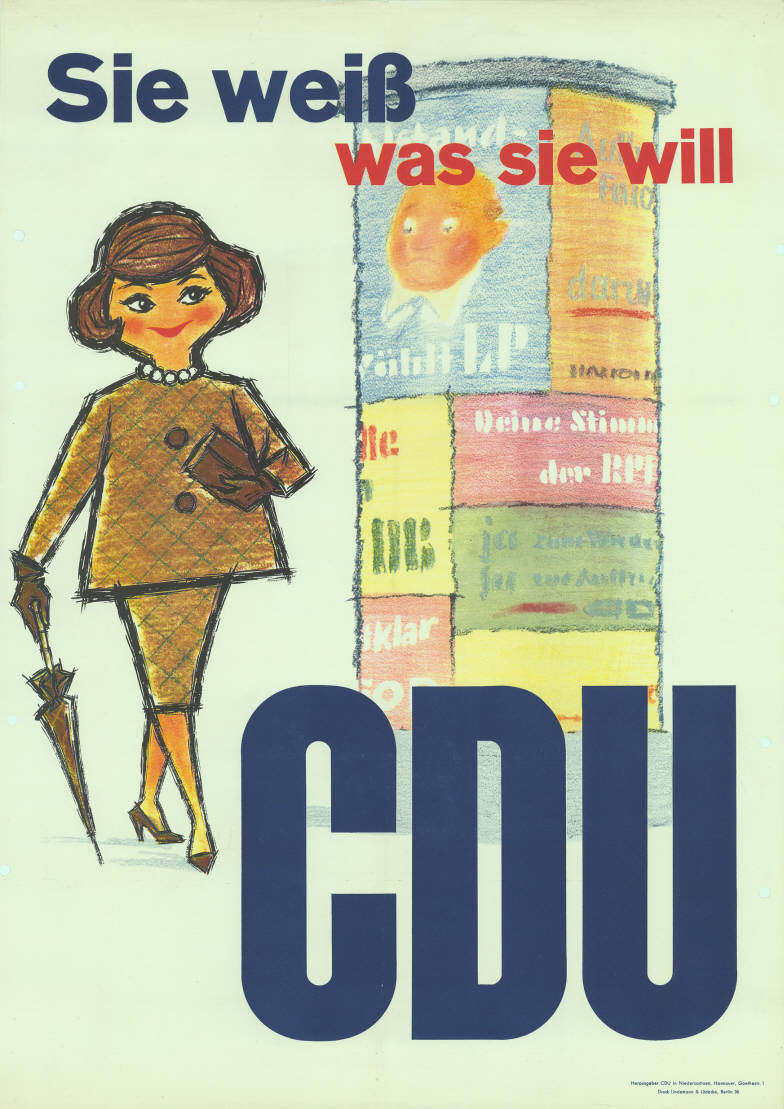
Wahlplakat der CDU

Die Landtagswahl in Niedersachsen 1963 fand am 19. Mai 1963 statt. Es war die Wahl zum 5. Niedersächsischen Landtag. Die Koalition aus SPD, FDP und BHE unter Georg Diederichs musste sich zum ersten Mal dem Wählervotum stellen.

## Ausgangssituation
Die Wahl 1959 bedeutete für die beiden Volksparteien erneut solide Gewinne und für die SPD das Behalten des Status als stärkste Partei. Nachdem die erste Koalition der letzten Legislaturperiode aufgrund der Hospitantenaffäre um die FDP und GB/BHE zusammenbrach, bedeutete dies für beide Parteien Stimmenverluste.
Durch die neu eingeführte Sperrklausel von fünf Prozent schieden zudem die DRP und DZP aus dem Landtag aus.
DP und GB/BHE waren 1961 zur Gesamtdeutschen Partei (GDP) fusioniert. Nach internen Streitereien in der GDP über die Fortsetzung der Regierung Diederichs I mit SPD und FDP war ein Großteil der ehemaligen DP-Abgeordneten jedoch zur CDU übergetreten. Ein anderer Teil ehemaliger DP-Mitglieder reaktivierte die DP wieder. Damit war die GDP zur niedersächsischen Landtagswahl quasi identisch mit dem GB/BHE vor der Fusion.

## Ergebnis
Bei der Landtagswahl 1963 ergab sich folgendes Ergebnis:
| Partei                                            | Stimmen   | Anteil in % | ± (%) | Direkt- man- date | Sitze | ±   |
| ------------------------------------------------- | --------- | ----------- | ----- | ----------------- | ----- | --- |
| Sozialdemokratische Partei Deutschlands (SPD)     | 1.608.927 | 44,9        | +5,4  | 69                | 73    | +8  |
| Christlich Demokratische Union Deutschlands (CDU) | 1.351.449 | 37,7        | +6,9  | 25                | 62    | +11 |
| Freie Demokratische Partei (FDP)                  | 316.552   | 8,8         | +3,6  | 1                 | 14    | +6  |
|                                                   |           |             |       |                   |       |     |
| Gesamtdeutsche Partei (GDP)                       | 132.446   | 3,7         | −4,6  | 0                 | 0     | −13 |
| Deutsche Partei (DP)                              | 97.764    | 2,7         | −9,7  | 0                 | 0     | −20 |
| Deutsche Reichspartei (DRP)                       | 52.785    | 1,5         | −2,1  | 0                 | 0     | ±0  |
| Deutsche Friedensunion (DFU)                      | 19.749    | 0,6         | +0,5  | 0                 | 0     | ±0  |
| Deutsche Gemeinschaft (DG)                        | 2.190     | 0,1         | ±0,0  | 0                 | 0     | ±0  |
| Freisoziale Union (FSU)                           | 243       | 0,0         | neu   | 0                 | 0     | neu |
| Einzelbewerber                                    | 139       | 0,0         |       | 0                 | 0     |     |
| Gültig                                            | 3.582.244 | 199,0       |       |                   |       |     |
| Ungültig                                          | 0.035.125 | 101,0       |       |                   |       |     |
| Gesamt                                            | 3.617.369 | 100,0       |       | 95                | 149   | −8  |
| Wahlberechtigte/Wahlbeteiligung                   | 4.701.245 | 176,9       | −1,1  |                   |       |     |

Beide Volksparteien konnten starke Gewinne erzielen. Die SPD behielt mit 44,9 Prozent allerdings einen großen Vorsprung von knapp 7 Prozent der Stimmen vor der CDU, die 37,7 Prozent erreichte. Die FDP erreichte mit leichten Gewinnen 8,8 Prozent. Die GDP scheiterte mit 3,7 Prozent an der Fünf-Prozent-Hürde und zog nicht mehr in den Landtag ein. Die Rest-DP scheiterte mit 2,7 Prozent ebenfalls klar am Wiedereinzug.
Erstmals waren damit nur noch drei Parteien im Niedersächsischen Landtag vertreten.

## Regierungsbildung
Die FDP war das Zünglein an der Waage, da sie sowohl mit der CDU als auch der SPD eine Mehrheit bilden konnte. Schon bei der Regierungsbildung nach der Wahl 1959 hatte es entscheidende Differenzen zwischen der FDP und der CDU gegeben, die eine bürgerliche Regierung verhindert hatten. Im Schulbereich gab es von Seiten der FDP Bedenken gegen den Einfluss exponierter Katholiken aus der CDU. Die FDP wollte das liberale Schulrecht erhalten gegen die CDU-Forderung nach einer Differenzierung der Schulen nach kirchlichen Konfessionen (sog. Bekenntnisschule). Schließlich entschied sich die FDP zur Fortsetzung der Koalition mit der SPD. Die Politikwissenschaftler Michael Koß und Tim Spier sehen Niedersachsen als ein Land, das in der Parteiengeschichte der Bundesrepublik oft Entwicklungen in Bonn vorweggenommen hat. So wurde 1963 eine der ersten sozialliberalen Regierungen gebildet.
Die Koalition zwischen SPD und FDP zerbrach allerdings schon im Jahr 1965. Streitgrund waren die Konkordatsverhandlungen mit der Katholischen Kirche. Die SPD hatte der FDP vorenthalten, dass eine Schulgesetznovelle zwingend mit dem Konkordat verbunden wäre, sodass unter anderem der Passus, der die Bekenntnisschule als Ausnahmefall festlegte, gestrichen werden müsste. Die liberalen Prinzipien, die die SPD der FDP zugesichert hatte und die die FDP erst zum Eintritt in die Koalition veranlasst hatten, standen damit zur Disposition. Nach einigem Hin und Her entschied sich die FDP schließlich das Vorgehen abzulehnen. Einer späteren Schulgesetzänderung hätte sie sich nicht verschlossen. Dem Gesamtpaket mit dem Konkordat wollte sie nicht zustimmen. Damit war die Koalition im Mai 1965 definitiv gescheitert.
Die SPD wandte sich deshalb an die CDU, um eine neue Regierung bilden und das Konkordat abschließen zu können. Die CDU forderte zusätzlich zu den von der FDP besetzten Ministerposten das Landwirtschaftsministerium von der SPD, sodass Alfred Kubel (SPD) diesen Posten räumen musste und Finanzminister wurde. Georg Diederichs bildete damit die zum damaligen Zeitpunkt einzige Große Koalition in den deutschen Ländern.
Damit wurde wieder einmal die Entwicklung in Bonn vorweggenommen. 1966 bildete Kurt Georg Kiesinger die erste Große Koalition auf Bundesebene, nachdem die FDP ihre Koalition mit der CDU verlassen hatte.